# Diocese de Penafiel
A diocese de Penafiel é uma diocese histórica católica, em Portugal. Actualmente é uma sé titular.
Foi criada em 1 de Junho de 1770 por bula do Papa Clemente XIV, desanexada da diocese do Porto, com a elevação da vila de Arrifana de Sousa a cidade por D. José I, sob o nome de Penafiel; a sua criação ficou em parte a dever-se ao desejo de Sebastião José de Carvalho e Melo, Marquês de Pombal e Ministro de D. José, de afrontar o bispo do Porto, com o qual digladiava havia algum tempo, retirando-lhe assim uma fatia muito significativa da sua diocese e, mais importante que isso, os respectivos rendimentos.
Foi nomeado para prover o cargo episcopal Dom Frei Inácio de São Caetano, confessor da princesa da Beira D. Maria. Esta, ao subir ao trono em 1777, conseguiu a renúncia de Frei Inácio no ano seguinte, e pedia pouco depois a abolição da diocese ao Papa, sendo esta reincoporada no bispado do Porto (1778).
Presentemente, o título de bispo titular de Penafiel continua a ser usado por bispos auxiliares, à semelhança do que sucede com outras dioceses históricas de Portugal extintas.
Fala-se presentemente numa nova divisão da diocese do Porto, recriando-se na sua metade mais oriental a antiga Diocese de Penafiel.

## Administração
Bispos de Penafiel:
1. Frei Inácio de São Caetano (1770-1778)

Bispos titulares de Penafiel:
1. Bernard Theodore Espelage, O.F.M. (1969-1971)
2. John Joseph Mulcahy (1974-1994)
3. Francisco-Javier Lozano (desde 1994)